# Wolfgang Heine
Wolfgang Heine (né le 3 mai 1861 à Posen et mort le 9 mai 1944 à Ascona) est un juriste, homme politique du SPD, député du Reichstag, ministre-président de l'État libre d'Anhalt et ministre de Prusse.

## Formation
Heine suit une scolarité dans des établissements privés de Weimar et Hirschberg, puis au lycée de Breslau. Il étudie entre 1879 et 1884 d'abord les sciences naturelles, puis le droit à Breslau, Tübingen et Berlin. Il effectue son service militaire de 1882 à 1883. Il est depuis 1881 l'orateur et le collaborateur de la revue de l'association des étudiants allemands. Il suit le cours d'Adolph Wagner. D'abord stagiaire à l'office prussien de la justice, il devient assesseur en 1889, et ouvre alors son cabinet d'avocat à Berlin.

## Activité politique
Heine adhère au SPD dès 1887 et devient l'un des experts juridiques du parti. Il défend en 1896 Ignaz Auer, en 1910 les auteurs d'émeutes de Berlin-Moabit et en 1912 Julian Borchardt. Il est membre du Reichstag de 1898 à 1918, consulté sur les implications juridiques d'affaires majeures, l'incident de Saverne et l'affaire du Daily Telegraph.
Après la révolution allemande de 1918-1919, il participe à l'Assemblée nationale de Weimar et devient le Ministre-président de l'État-libre d'Anhalt. Ministre de la Justice de Prusse de décembre 1918 à mars 1919, puis ministre de l'Intérieur prussien dans le cabinet Hirsch jusqu'en mars 1920, il est alors une des têtes pensantes de l'aile droite de la SPD. L'objectif de maintien de l'ordre public doit dans son action primer sur l'objectif de reconstruction démocratique. Il fait peu pour lutter contre l'activité contre-révolutionnaire des corps-francs en Poméranie pendant l'été 1919. Il est révélateur que les conjurés du putsch de Kapp prévoient d'offrir des postes dans un futur gouvernement national aux politiciens de l'aile droite du SPD, comme Heine et Gustav Noske. Son successeur comme ministre de l'Intérieur est Carl Severing, qui fait progresser la démocratisation de l'administration publique et de la police. De 1923 à 1925, Heine est membre du Staatsgerichtshofs zum Schutze der Republik (Cour administrative de protection de la République) créée par la loi de protection de la République. Il fuit en Suisse en 1933.
Heine est également l'auteur de nombreux essais juridiques et politiques. Il collabore notamment aux Sozialistischen Monatshefte, au Berliner Tageblatt ainsi qu'à l'Archiv für soziale Gesetzgebung und Statistik.

## Publications
- Das Leipziger Autodafé. Unjuristische Glossen eines Juristen. Dans : Moderne Dichtung, 2 (1890) #3, 565–568. (1er septembre 1890)
- Hermann Bahrs sechzigster Geburtstag. Dans: Neues Wiener Journal, 8 juillet 1923, p. 5. (lire en ligne)
- Der Kampf um den Reigen. Vollständiger Bericht über die sechstägige Verhandlung gegen Direktion und Darsteller des Kleinen Schauspielhauses Berlin. Ernst Rowohlt Verlag 1922.